# Trogen (Horní Franky)
Trogen je obec v německé spolkové zemi Bavorsko, v zemském okresu Hof. Leží šest kilometrů severovýchodně od Hofu. Žije zde přibližně 1 400 obyvatel.

## Geografie

### Místní části
Obec je oficiálně rozdělena na 7 částí:
- Föhrig
- Gössen
- Kienberg
- Schwarzenstein
- Trogen
- Ullitz
- Ziegelhütten

## Historie
První písemná zmínka o obci pochází z roku 1306. V roce 1810 připadla obec, jako celá okolní oblast, Bavorsku. Současná obec vznikla v roce 1818. Po rozdělení Německa ležela přímo na vnitroněmecké hranici.

## Památky
- farní evangelický kostel s barokní věží

## Demografie
| 1970 | 1987 | 2000 | 2011 |
| ---- | ---- | ---- | ---- |
| 2015 | 1311 | 1334 | 1584 |

## Osobnosti obce
- Dieter Mronz (* 1944), politik
- Maximilian von Feilitzsch (1834–1913), politik